# Pirates in Oz
Pirates in Oz (1931) é o vigésimo-quinto livro sobre a terra de Oz criada por L. Frank Baum e o décimo-primeiro escrito por Ruth Plumly Thompson.